# Amansie Central
Amansie Central är ett distrikt i Ghana.   Det ligger i regionen Ashantiregionen, i den södra delen av landet, 190 km väster om huvudstaden Accra. Antalet invånare är 81 871. Arean är 710 kvadratkilometer.
Terrängen i Amansie Central är platt åt nordväst, men åt sydost är den kuperad.